# Ruồi xê xê
Ruồi xê xê hay ruồi tse-tse/Tsetse (Danh pháp khoa học: Glossina) là một loài ruồi vùng nhiệt đới châu Phi thuộc Họ Glossinidae trong liên họ Hippoboscoidea, trong đó chỉ có một chi bao gồm các loài ruồi xê rê ở châu Phi mang và truyền bệnh, đặc biệt là bệnh ngủ gây tử vong ở người và động vật. Chúng chủ yếu thấy ở châu Phi.

## Đặc điểm
Ruồi có hình dạng tương tự các loại ruồi lớn khác. Loại ruồi này có một chiếc vòi luôn duỗi thẳng ra phía trước khi không chích. Là động vật hút máu, sống bằng máu con người và các loài động vật khác, vòi của chúng được sử dụng để hút máu cả người và động vật. Có thể sinh sản đến 4 lần trong năm. Sau khi giao phối, trứng sẽ nở và ở lại trong người con cái trong khoảng từ 9 đến 10 ngày trước khi chúng từ ấu trùng nở thành nhộng.

## Truyền bệnh
Ruồi xê xê là tác nhân truyền và làm lây lan kí sinh trùng tripanosoma (trùng mũi khoan) gây bệnh ngủ làm chết người. Khi bị ruồi xê xê châu Phi đốt, nạn nhân có triệu chứng cúm, mệt mỏi, sốt, đau đầu nghiêm trọng, sưng tấy và trong nhiều trường hợp sốt cao, nói lắp và động kinh sau đó là buồn ngủ và hôn mê sâu. Các vết cắn của ruồi ảnh hưởng đến gần nửa triệu người mỗi năm, trong đó có người bị chết do bệnh ngủ. Bệnh ngủ là một trong những căn bệnh nguy hiểm nhất ở châu Phi.